# Peperomia lyalli
Peperomia lyalli är en pepparväxtart som beskrevs av C. Dc.. Peperomia lyalli ingår i släktet peperomior, och familjen pepparväxter. Inga underarter finns listade i Catalogue of Life.